# Walter Lafferty

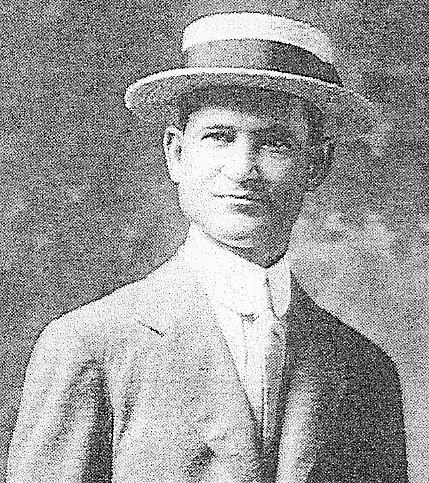
Walter Lafferty (1913)

Abraham Walter Lafferty (* 10. Juni 1875 in Farber, Audrain County, Missouri; † 15. Januar 1964 in Portland, Oregon) war ein US-amerikanischer Politiker. Zwischen 1911 und 1913 vertrat er den zweiten und von 1913 bis 1915 den dritten Wahlbezirk des Bundesstaates Oregon im US-Repräsentantenhaus.

## Frühe Jahre und Aufstieg in Oregon
Lafferty besuchte die öffentlichen Schulen seiner Heimat und studierte anschließend bis 1896 an der University of Missouri Jura. Nach seiner im gleichen Jahr erfolgten Zulassung als Rechtsanwalt, begann er in Montgomery City in seinem neuen Beruf zu arbeiten. Zwischen 1902 und 1904 war er Bezirksstaatsanwalt im Montgomery County. Außerdem war er drei Jahre lang Hauptmann in der Nationalgarde Missouris.
Im Jahr 1905 wurde Walter Lafferty als Sonderbeauftragter der Bundeslandverwaltung angestellt. Da sein neues Aufgabenbereich Oregon war, zog er im März 1905 nach Portland. Er übte sein neues Amt zwar nur bis 1906 aus, blieb aber in Oregon und arbeitete in Portland als Rechtsanwalt. Im Jahr 1907 übernahm er den Fall seines Lebens. Er vertrat die 18 westlichen Countys von Oregon gegen die Oregon and California Railroad. In diesem Rechtsstreit, der mit Unterbrechungen bis zum Tod Laffertys im Jahr 1964 dauerte, ging es um Schadensersatzforderungen der Countys gegen die Eisenbahn, die aus dem teilweise betrügerischen Verkauf von ehemaligem Eisenbahnland resultierten (Oregon Land Fraud Scandal). Der Prozess endete 1915 mit einem Vergleich, den Lafferty aber nicht akzeptieren wollte. Bis zu seinem Tod klagte er in dieser Angelegenheit weiter.

## Politische Laufbahn
Lafferty war Mitglied der Republikanischen Partei. Im Jahr 1910 wurde er in das US-Repräsentantenhaus gewählt, wo er am 4. März 1911 William R. Ellis ablöste. In dieser Zeit wurden die Wahlbezirke in Oregon neu gegliedert und für den Kongress ein dritter Distrikt geschaffen, für den Lafferty bei den nächsten Wahlen des Jahres 1912 kandidierte. Nach seiner Wahl war er der erste Abgeordnete des dritten Wahlbezirks. Insgesamt absolvierte er zwischen dem 4. März 1911 und dem 3. März 1915 zwei Legislaturperioden im Kongress. Bei den Wahlen 1912, bei denen die Republikaner bundesweit gespalten waren, weil der ehemalige Republikaner Theodore Roosevelt als Kandidat der kurzlebigen Progressive Party  gegen den republikanischen Präsidenten William Howard Taft antrat, gelang es Lafferty in Oregon, als gemeinsamer Kandidat beider Parteien aufgestellt und gewählt zu werden. Im Jahr 1914 bewarb er sich erneut um die Nominierung seiner Partei für den Kongress. Diesmal unterlag er aber innerhalb der Partei Clifton N. McArthur. Daraufhin kandidierte er erfolglos als unabhängiger Bewerber.

## Weiterer Lebenslauf
Nach dem Ende seiner Zeit im Kongress arbeitete Lafferty wieder als Rechtsanwalt in Portland. Während des Ersten Weltkriegs war er Major in einem Ausbildungslager in San Francisco. Zwischen 1919 und 1933 war er als Rechtsanwalt in New York tätig. Dann zog er nach Riverdale in Maryland. Im Jahr 1946 kehrte er nach Portland in Oregon zurück, wo er sich wieder intensiv um seinen alten Fall gegen die Eisenbahn kümmerte. Außerdem bewarb er sich in den Jahren 1950 bis 1956 regelmäßig um eine Rückkehr in das US-Repräsentantenhaus. 1950 kandidierte er als Unabhängiger, bei den drei folgenden Wahlen war er Bewerber der Republikanischen Partei. Alle vier Kandidaturen blieben letztlich erfolglos. Walter Lafferty starb im Januar 1964 im Alter von 88 Jahren. Er wurde in Middletown in seinem Geburtsstaat Missouri beigesetzt.